# 浅田篤
浅田 篤（あさだ あつし、1933年3月30日 - ）は、日本の技術者、実業家、工学博士。シャープ代表取締役副社長や、任天堂代表取締役会長を務めた。発明協会発明賞、科学技術庁長官賞等受賞。

## 人物・経歴
大阪府出身。1955年浪速大学（現大阪府立大学）工学部電気工学科卒業、早川電機工業（現シャープ）入社。計算機の開発に従事し、1971年発明協会発明賞受賞。1975年には工学博士の学位を取得。1982年科学技術庁長官賞受賞。1984年シャープ専務取締役IC事業本部本部長。1988年シャープ代表取締役副社長。
1993年藍綬褒章受章。1996年ビジネス機械・情報システム産業協会会長。1998年シャープ常任顧問。1999年任天堂常任顧問。2000年任天堂代表取締役副社長。2001年大阪府技術協会会長。2002年岩田聡代表取締役社長の新体制の下で任天堂代表取締役会長に就任し、2005年には任天堂相談役となった。2005年11月旭日中綬章受章。